# János Nádasdy

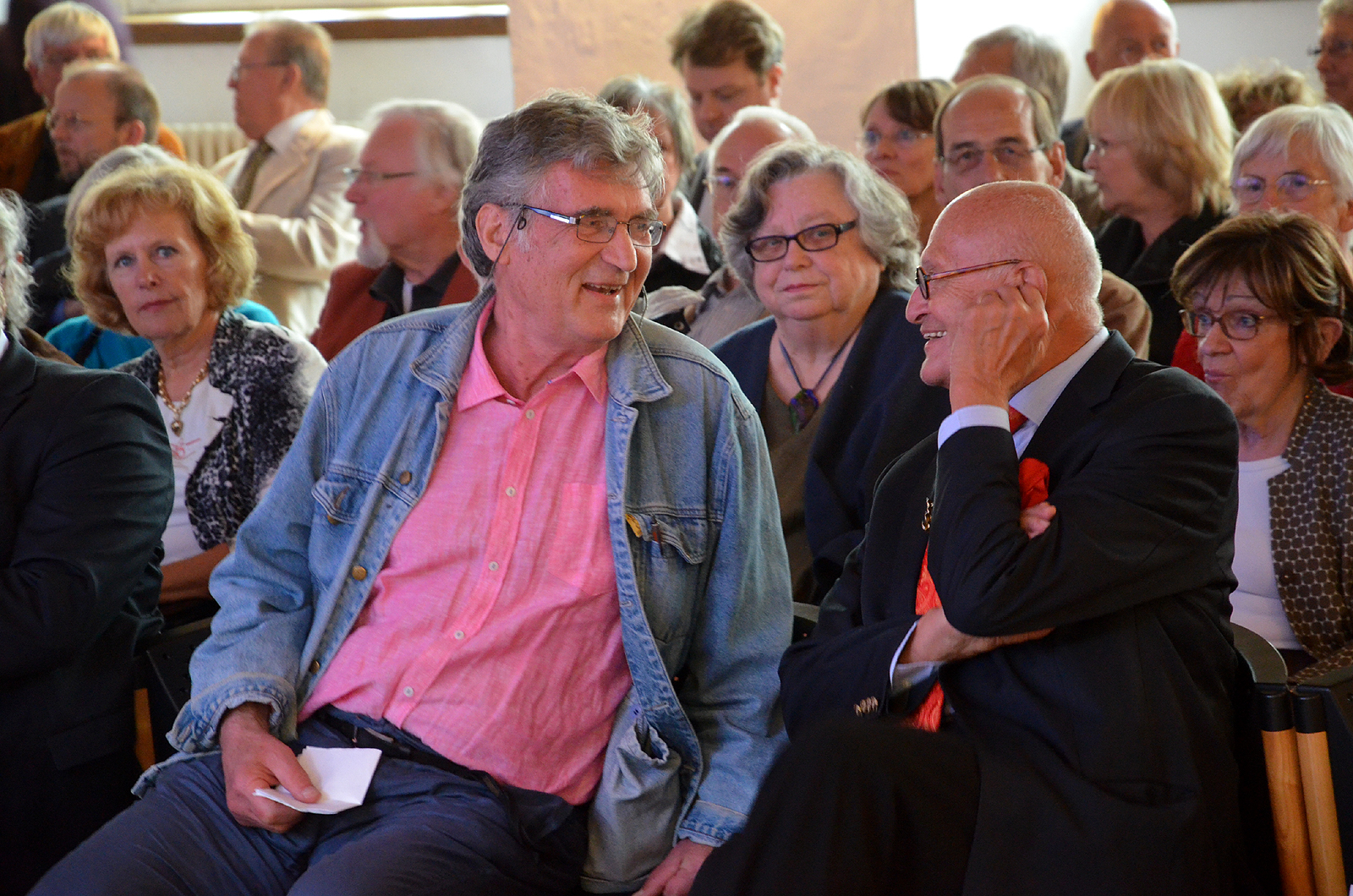
János Nádasdy (links) mit Hannovers ehemaligem Oberbürgermeister Herbert Schmalstieg während der Vernissage der Retrospektive Niemandsland auf Schloss Landestrost im Juni 2014

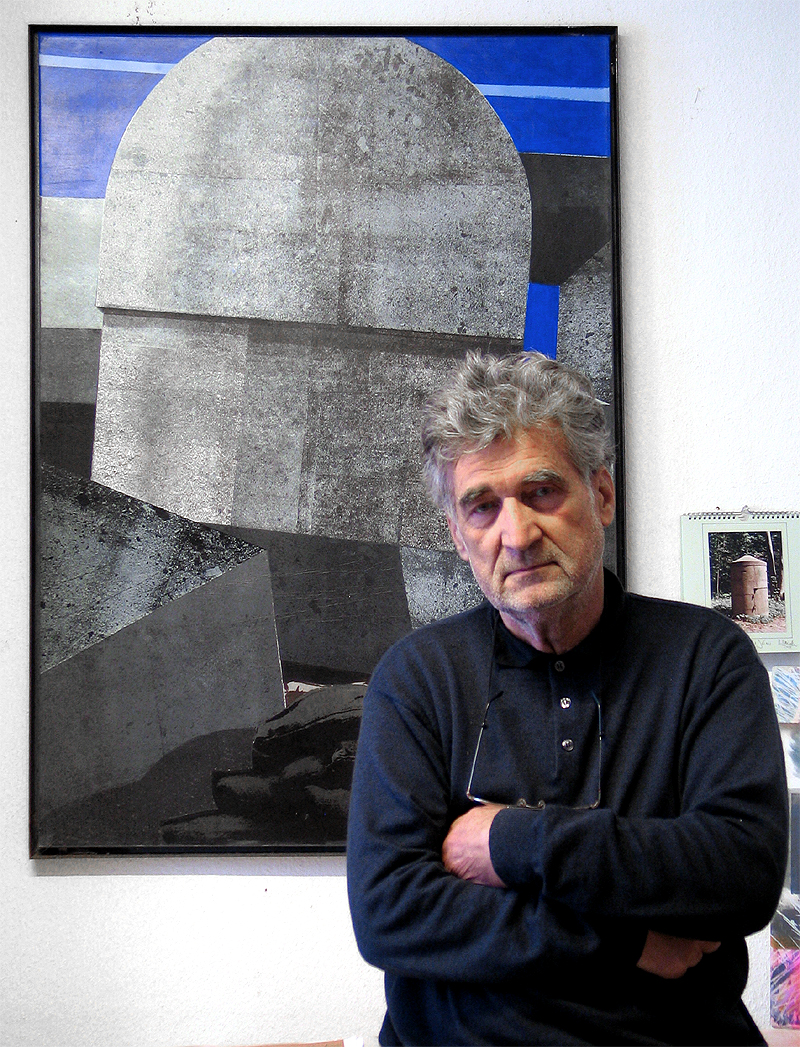
János Nádasdy im privaten Atelier vor einem Werk der Serie „Einmannbunker“

János Nádasdy (* 19. Juli 1939 in Szigetszentmiklós, Ungarn) ist ein bildender Künstler, der Grafiken, Objekte, Installationen und Aktionskunst schuf.
Nádasdy lebt und arbeitet in Hannover im Stadtteil List.

## Leben
János Nádasdy besuchte in Budapest das Fachgymnasium für Bildende Künste und Kunstgewerbe („Képzö- és Iparmüvészeti Szakközépiskola“, Török Pál Straße). Nach dem gescheiterten Ungarnaufstand 1956 emigrierte er über Wien nach Montevideo in Uruguay, wo er sein in Ungarn begonnenes Studium der Kunst fortsetzte in der Escuela Nacional de Bellas Artes. 1962 kehrte er nach Europa zurück. 1964 wurde er als politischer Flüchtling in der BRD nach der Genfer Konvention anerkannt. 1966 bis 1970 studierte Nádasdy freie Malerei und freie Grafik bei Herbert Ribitzki und Herbert Jaeckel in der Werkkunstschule Hannover. Von 1971 bis 1996 war er als Kunsterzieher am Hannover-Kolleg/Abendgymnasium Hannover tätig.

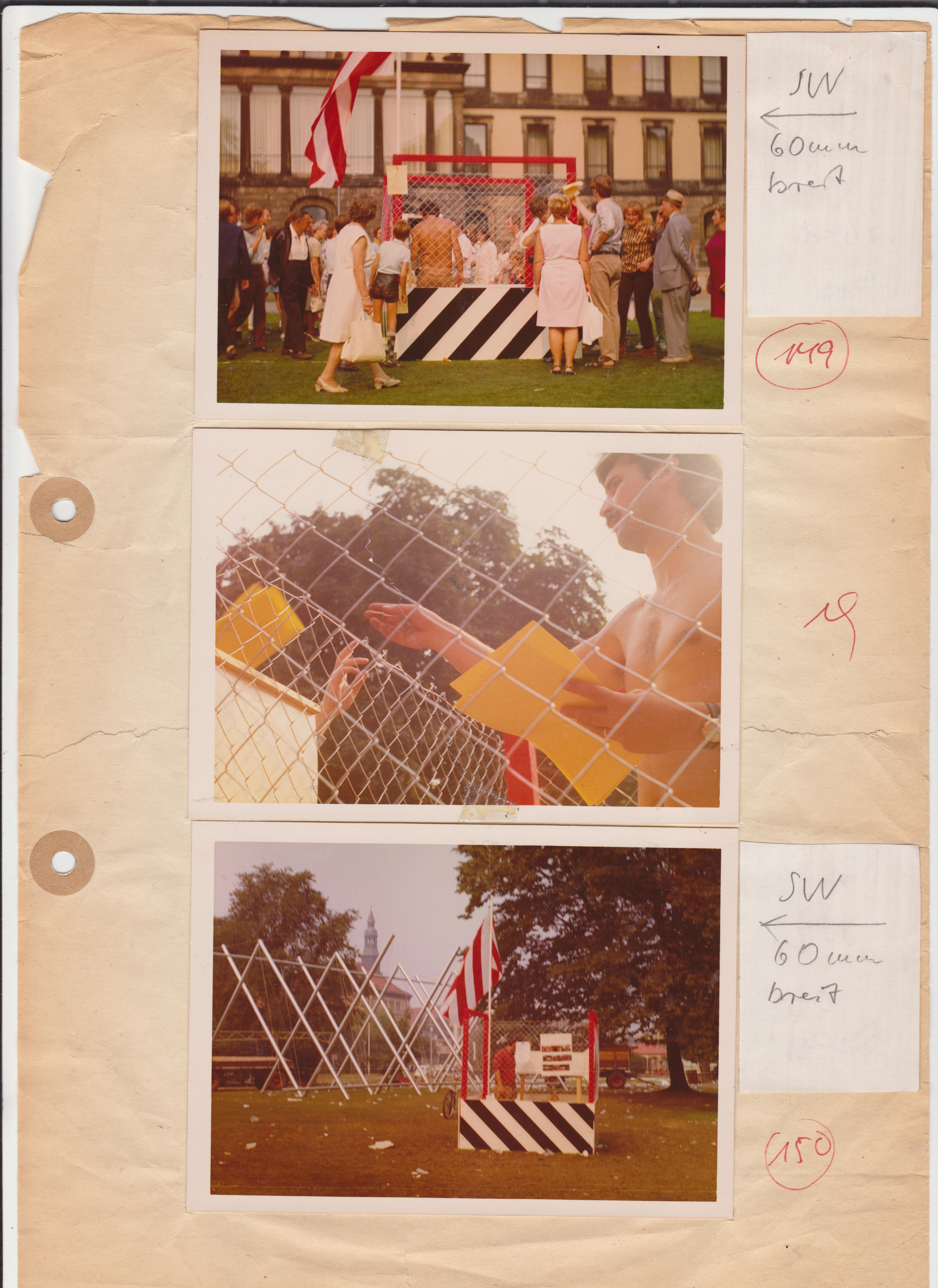
János Nádasdy 1970 in der Aktion „Wohnsperre“ während des ersten Altstadtfestes, (hier am Leibnizufer vor dem Niedersächsischen Landtag)

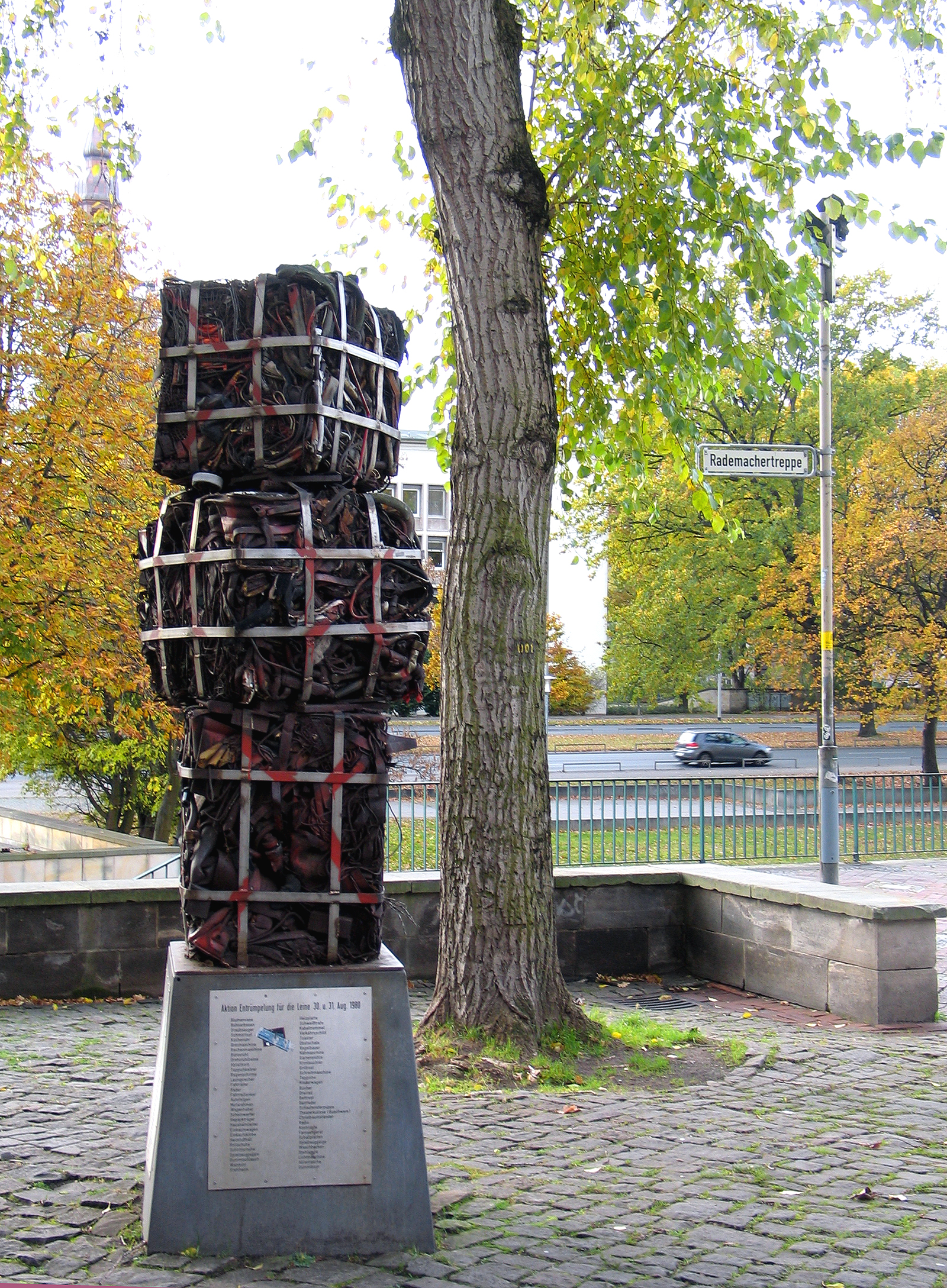
Denkmal für Kurt Schwitters und Karl Jakob Hirsch am Hohen Ufer; 1980, 1987 und 1990

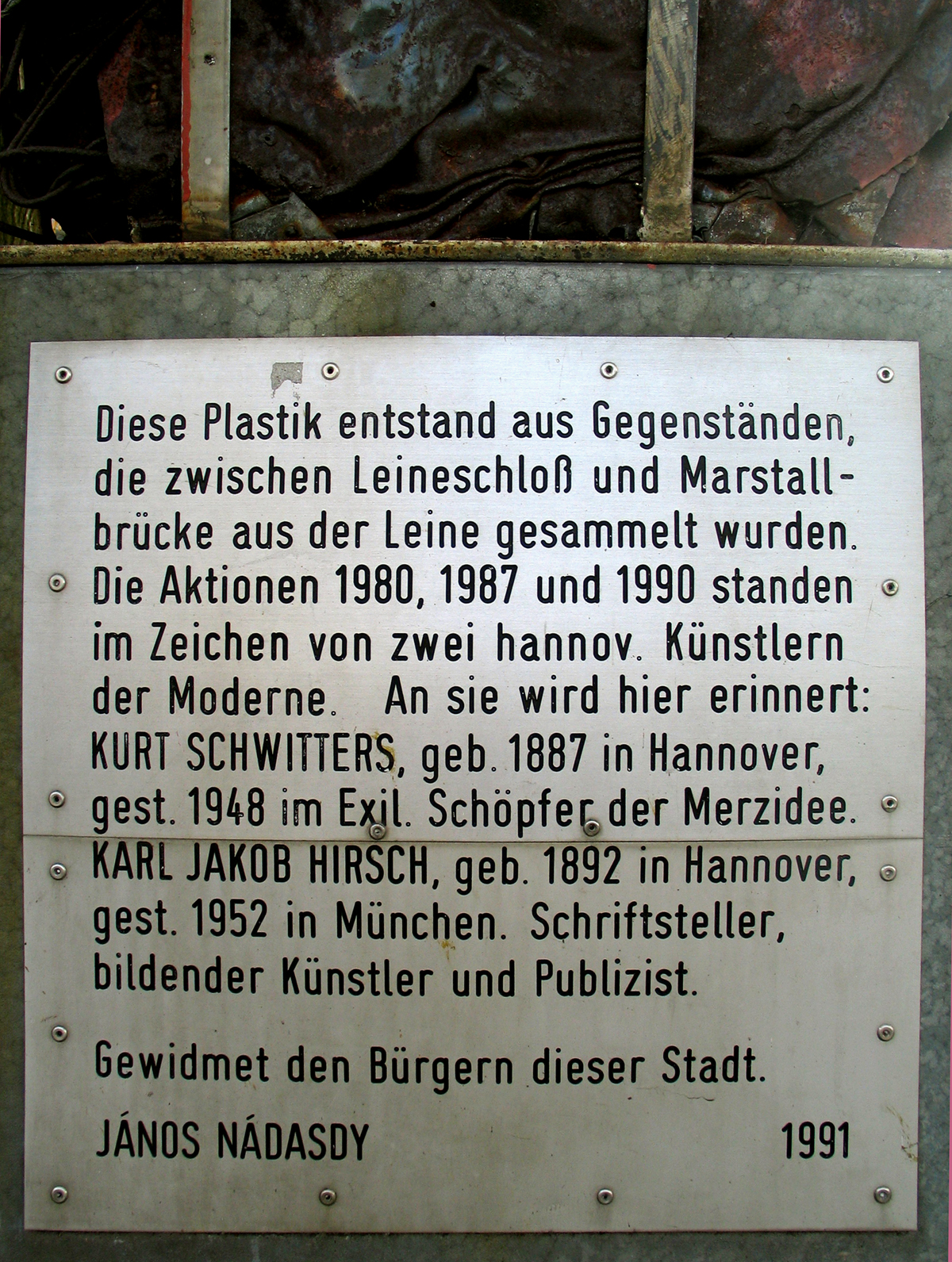
„… Gewidmet den Bürgern...“, 1991

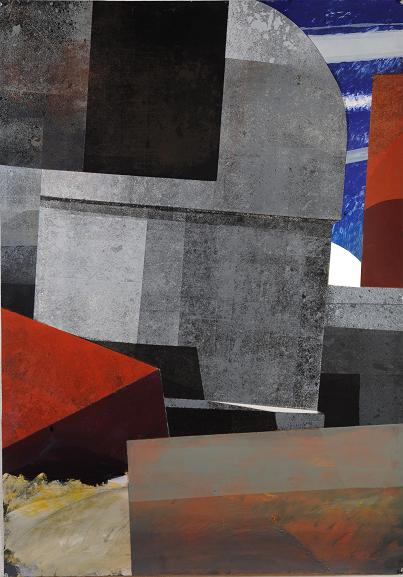
Infini solitude, Serigrafie auf Leinwand, 140 × 100 cm, 1993

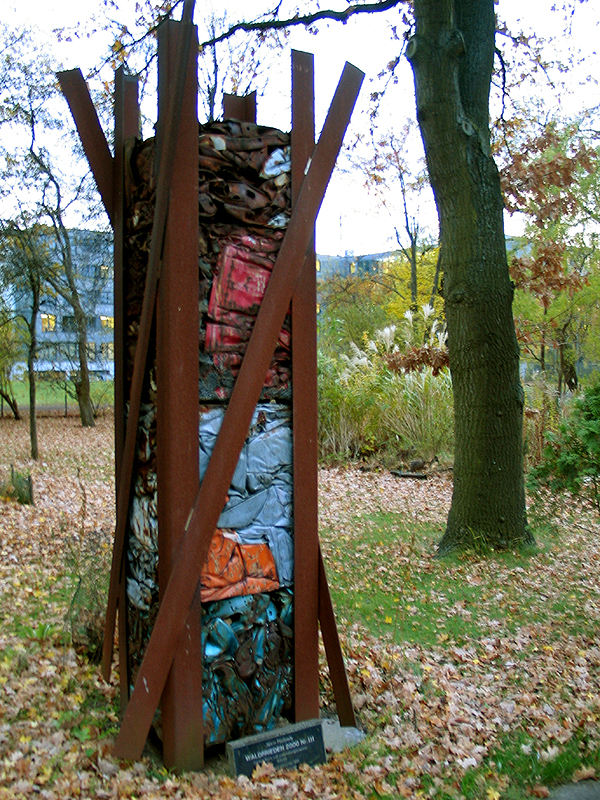
2001: Waldfrieden 2000 Nr. III auf dem Hof des Hannover-Kollegs/Abendgymnasiums in Döhren

Bekannt wurde er 1970 mit seiner Straßenkunst-Aktion „Wohnsperre“ auf dem ersten Altstadtfest in Hannover.
Später machte Nádasdy in Hannover Gedächtnis-Entrümpelungen in der Leine in den Jahren 1977, 1980, 1987, 1990, die er in seinem Denkmal für Kurt Schwitters und Karl Jakob Hirsch am Hohen Ufer zwischen Marstallbrücke und Leineschloss verarbeitete.
Letztlich führten die Aktionen schon 1979 zur Benennung des Kurt-Schwitters-Platzes vor dem Sprengel Museum Hannover.
János Nádasdy ist Mitglied
- im BBK Hannover,[3]
- im Werkbund Nord,
- im ungarischen Künstlerbund MAOE. (Magyar Alkotómuvészek Országos Egyesülete; Vereinigung ungarischer bildender Künstler)
- sowie in der ungarischen Künstlergruppe Patak.

## Werke

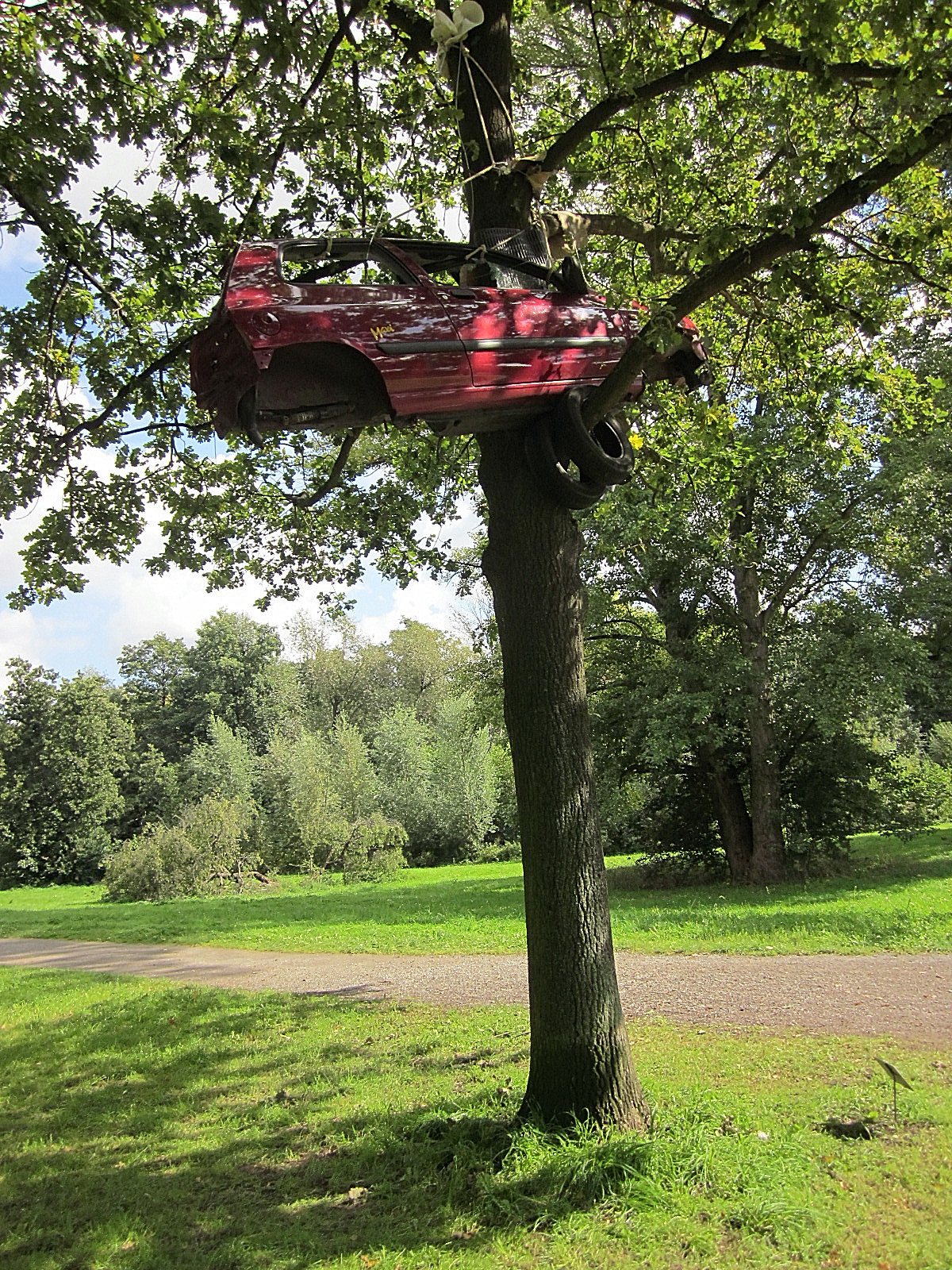
Falschfahrer, 2010 in der Gemeinschaftsausstellung Klanggärten – Kunst am Baum mit der Gruppe 7 am Vierthaler Teich, Hannover-Waldhausen

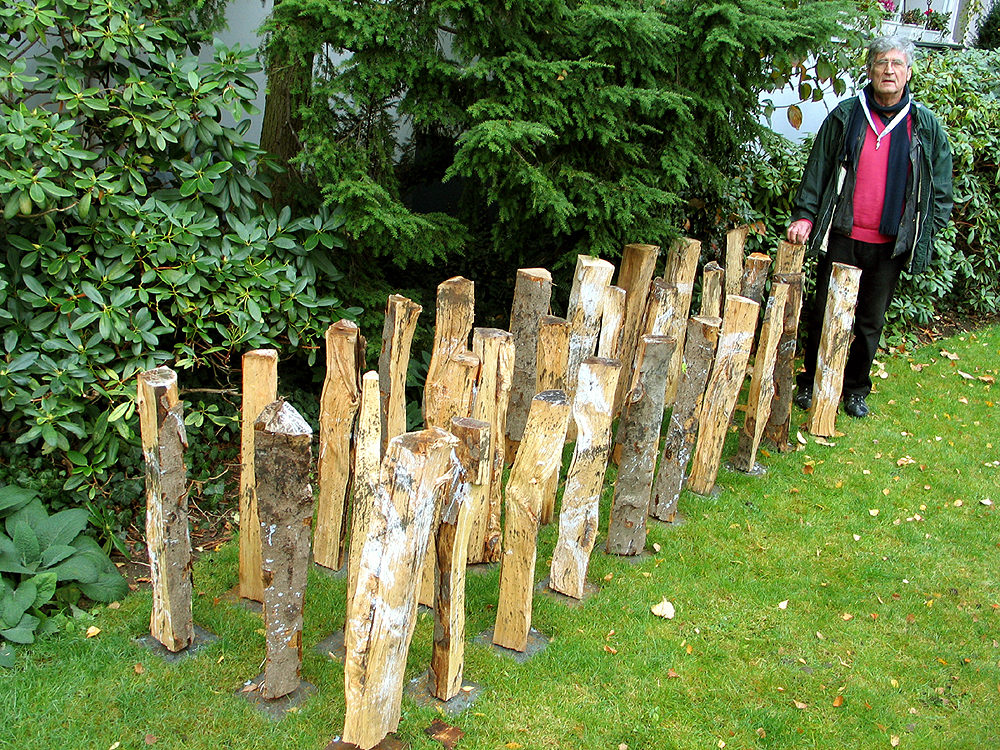
2012: Installation Regenwald in der Gemeinschaftsausstellung Wintergärten V – H2O in der Güntherstraße, Hannover-Waldhausen

János Nádasdy wendet sich in seiner Arbeitsweise unterschiedlichen bildnerischen Techniken, Verfahren und Materialien zu. Stilfragen interessieren ihn nicht. Im Mittelpunkt seiner künstlerischen Aufmerksamkeit stehen inhaltlich die durch den Menschen verursachten Deformationen in der modernen Gesellschaft. Beispiele sind seine Müllkippenladschaften, Lithografien aus den 1970er Jahren, seine Bunker-Serien und Bitumen-Arbeiten.

### Grafische Werke
Der Künstler schuf in den 1970er Jahren großformatige Farbstiftzeichnungen zum Thema Umwelt, wie zum Beispiel Niemandsland (1973), Seestück (1974), Strategische Landschaft (1974), Seestück II (Untergang eines Öltankers, 1979), Dohle (1981), Sonnenuntergang (Autokino, 1980), Renovierung (1982). Parallel dazu begann er – nach einer Dänemarkreise, später in die Bretagne – Anfang der 1970er Jahre mit seinen Bunkerbildern, für die er eine eigene Siebdrucktechnik entwickelte. Seine Bildserien sind: Alle Revolutionäre sind Papiertiger / WC-Mappe mit 16 Radierungen (1969), Mauer (1980), Radierung, Verschollen – das Merzbild 1919 (1986–1989), Herz stark luxiert – Operation Herz / Bilder aus dem OP (Allgemeines Krankenhaus St. Georg in Hamburg, „Seriemonotypien“, eigenes Druckverfahren, 1996–1999), Mauerblumen – Berliner Ansichtskarten (1980–1989), Lenin in Erklärungsnot – Budapest 1956 (2002–2006).

### Aktionen und Objekte in öffentlichen Raum (Auswahl)
Ein erstes großes Werk war die Aktion Wohnsperre anlässlich der Eröffnung des ersten Straßenkunstprogramms in Hannover 1971 (Altstadtfest (Hannover)). Später folgten Leine-Entrümpelungen für die Benennung des Kurt-Schwitters-Platzes vor dem Sprengel Museum Hannover mit dem Denkmal für Kurt Schwitters und Karl Jakob Hirsch in Hannover Am Hohen Ufer. Seine Großplastik Waldfrieden 2000 von 1990 vor der Stadthalle in Hannover wurde mutwillig zerstört und auf Veranlassung des damaligen Ministerpräsidenten von Niedersachsen Gerhard Schröder vor dem Niedersächsischen Ministerium für Wissenschaft und Kunst 1991 wieder aufgebaut. „Waldfrieden 2000 Nr. III“ steht seit 1996 im Hof des Hannover-Kollegs/Abendgymnasium in Hannover-Döhren. Weitere Aktionen wie z. B. „Täter -Opfer“ (Memento 2001, 100 Meter langer roter Stoffband über die Leine) und „Klanggärten“ (Falschfahrer 2010, Auto im Baum) und „Regenwald“ 2012, in der Ausstellung Wintergärten V – H2O mit der Gruppe 7.
Bilder und Objekte mit Bitumen seit 1995: Die Schattenseite des Mondes, 1995, Krimi, 2002, Nachrichten, 2008, Luftaufnahme einer Landschaft, 2008. Seit 2009 Glasscherben-Bilder Ikonostas.

## Ausstellungen (Auswahl)
- 2014, 21. Juni bis zum 3. August, Schloss Landestrost: Niemandsland
- 2012:
  - Infini solitude. In: Bilder vom Ja und vom Nein. Ev.-luth. Marktkirche St. Georgii et Jacobi, Hannover
  - Váltoáramlatok / Wechselströme, Doppelausstellung im imago Kunstverein Wedemark und der Galerie Pécs. Pécs, Ungarn
  - Wintergärten V – H2O. Kunstaktion in den Vorgärten der Güntherstraße Hannover, Skulptur Regenwald, 4. November 2012 bis 27. Januar 2012[4]
  - Neues aus hannoverschen Atelier II. Eisfabrik, Hannover
- 2011: Städtische Galerie KUBUS, gemeinsam mit Leiv Warren Donnan, Hannover
- 2010:
  - Alpen – Adria Symposium. St. Kanzian, Kärnten, Österreich
  - Installation „Falschfahrer“, Klanggärten. mit der Gruppe 7, Vierthaler Teich, Hannover
  - Lenin in Erklärungsnot. Botschaft der Republik Ungarn, Berlin
- Supra, mit der Gruppe Patak. in Sárospatak, Ungarn
- 2009: Niemandsland. Pécs Gallery & Visual Arts Workshop, Pécs (Fünfkirchen, Einzelausstellung)
- 2008:
  - Niemandsland, Vajda Lajos Studió. Szentendre, Ungarn
  - „Wache“, auf: Utopia – Gärten der Zukunft. Wintergärten IV. Güntherstraße, Hannover
  - Schillernde Bücher – Buchobjekte. Anlässlich des 250. Geburtstages von Friedrich Schiller, Imago Kunstverein, Wedemark
- 2007
  - International Print Triennial. Wanderausstellung in Kraków/Polen sowie im Horst-Janssen-Museum, Oldenburg
  - Kunst in der Emigration. Kunsthalle, Szentendre, Ungarn
  - „Schwitters kam nie bis Mellendorf“, Kunstverein Imago Wedemark
  - Ungarische Künstlergruppe Patak. Galeria Umlecov, Spišská Nová Ves, Slowakei
- 2006
  - Änderung vorbehalten. Hannoverscher Künstlerverein
  - Kleinplastik in Niedersachsen. Galerie Kolbien, Stadt Garbsen
  - Zeitgenössische Deutsche Grafik aus der Sammlung Jürgen Weichardt. Chabarowsk, Russland
- 2005
  - Garten verspiegelt. In: Wintergärten III. mit der Gruppe 7, Güntherstraße Hannover
  - Land und Leute. Sammlung Lohl im Museum Alfeld
  - DECIMUS. Künstlergruppe Patak in MüvészetMalom (KunstMühle), Szentendre, Ungarn
  - Bund Ungarischer Künstler – MAOE, Duna Galérie, Budapest
  - Keine Liebe ohne Krawall. In: Kunstbuch – Buchkunst. Bilderbuch nach Friedrich Schillers Kabale und Liebe zu seinem 200. Todestag, Hannover
  - Mellendorf gut bedacht. Kunstaktion in der Wedemarkstraße in Mellendorf, imago Kunstverein Mellendorf
  - International Print Triennial. Wanderausstellung in Krakau, Budapest, Győr, Pécs
- 2003:
  - Bilder zur HannoverBibel. Marktkirche Hannover
  - Eurografik. Krakau und Kiew, veranstaltet von der International Print Triennal Society in Kraków und der Lavra Gallery, Kiew
- 2000: Ästhetische Alternativen. Internationale Grafik für das Horst-Janssen-Museum, Oldenburg, aus der Sammlung Jürgen Weichardt[5]
- 1998: Menschenbilder (Medien). Kunstforum Nord 9, Jahresausstellung des BBK in der EISFABRIK, veranstaltet durch die IGBK in Kooperation mit der Expo 2000
- 1994: Kunstforum Nord 7. Halle im Marstall, Schwerin.
- 1989: Verschollen – Das Merzbild 1919. Sprengel Museum Hannover (Einzelausstellung)
- 1985: Ohne Rechteck und Sockel. Prisma 85. 33. Jahresausstellung des Deutschen Künstlerbundes, Kestner-Gesellschaft, Hannover.
- 1983/84: 31. Jahresausstellung des Deutschen Künstlerbundes. Martin-Gropius-Bau und Nationalgalerie (Berlin)
- 1980: Auf Papier, mit Papier – Material elementar. 28. Jahresausstellung des Deutschen Künstlerbundes im Kunstverein Hannover, KUBUS Städtische Galerie, Kestner-Gesellschaft, Kunstmuseum Hannover mit Sammlung Sprengel
- 1970: Stadt Kamen + Kunstverein Unna; Kamener Kulturwochen / Ausstellung im Foyer der Konzertaula Kamen.
- 1970: Aktion Wohnsperre. auf dem ersten hannoverschen Straßenkunstprogramm/Altstadtfest
- 1969 Herbstausstellung Niedersächsischer Künstler. Kunstverein Hannover

## Schriften (Auswahl)
- János Nádasdy. In: Váltoáramlatok / Wechselströme. hrsg. von Brigitte Maaß-Spielmann (imago Kunstverein Wedemark e. V.). Selbstverlag, Wedemark 2012, ISBN 978-3-940576-62-0.
- János Nádasdy: Üzlet a legnagyobb müvészet. („Geschäft ist die größte Kunst“) In: Balkon. (Zeitschrift für zeitgenössische Kunst, Budapest) Ausgabe Mai 2010, HU ISSN 1216-8890, S. 13–17.
- 2009 Napút (Zeitschrift für Literatur, Kunst und Umwelt, Budapest), 10. Ausgabe.
- János Nádasdy: Nádasdy János. Képzömüvész (Szigetszentmiklós, 1939, július 19.) („Bildender Künstler“) Szigetszentmiklós, 19. Juli 1939, In: Nápkut Kiadó Kft. (Hrsg.): Napút Évkönyv 2009, Irodalom, müvészet, környezet. 10. Nyolcvanegy jeles hetvenes. Nápkut Kiadó Kft., Budapest 2008 ISSN 1419-4082, S. 103ff.
- János Nádasdy, Gerhard Schröder: Waldfrieden 2000 Nr. 2, 1992. mit Fotos von Herbert Nelius, Katalog zur Installation vor dem Niedersächsischen Ministerium für Wissenschaft und Kultur in Hannover, Leibnizufer. Selbstverlag, Hannover 1992.
- Stephan Lohr, János Nádasdy: Die Geschichte der Aktion Kurt-Schwitters-Platz in revonnaH. János Nádasdy 1977–1979. Broschüre mit Fotos von Ludolf Baucke und M. von Esmarsch. Selbstverlag, Hannover 1979.
- Stephan Lohr, Ludwig Zerull, János Nádasdy: János Nádasdy, Katalog zu den Entrümpelungs-Aktionen in Hannover in der Leine …, mit Fotos von Foto Hoerner, A. Spolvint, G. Schmidt-Ulms, L. Baucke und J. Nádasdy. Selbstverlag, Hannover 1991.
- János Nádasdy: Altstadtfest in Hannover 29./30. August 1970. Eröffnung des Straßenkunstprogramms. Erlebt und diskutiert von János Nádasdy in seiner W o h n s p e r r e auf der Festwiese. Aus der Sicht des Eingesperrten. Hannover etwa 1970.
- János Nádasdy: Niemandsland – Werke von 1968–2013. 252 Seiten bebildert. Herausgeber Wolfgang Menzel, Schöneworth-Verlag. Autoren: Siegfried Barth, Beate Blatz, Ludolf Baucke, Balázs Feledy, Ines Kartenhusen, Helmut R. Leppin, Ulla und Heinz Lohmann, Stefan Lohr, Perdita von Kraft (Lottner), Wolfgang Menzel, Janós Nádasdy, Jörg Ostermeier, Mark Richartz, Ferenc Romváry, Herbert Schmalstieg, Michael Stoeber, Ernö B. Szabó, Heinz Thiel, Jürgen Weichardt, Rolf Wernstedt, Ludwig Zerull. Hannover 2014